# CR105 (Luxemburg)
De CR105 (Chemin Repris 105) is een verkeersroute in Luxemburg tussen Gaichel (N8) en Mersch (CR102). De route heeft een lengte van ongeveer 27 kilometer. De gehele route ligt rondom de rivier de Eisch.

## Routeverloop
De CR105 begint in Gaichel op ongeveer 100 meter van de Belgische grens af met een aansluiting op de N8. Eerst gaat de route richting het zuidoosten naar Eischen waar de route de Eisch tegenkomt. Vanaf hier volgt de route de Eisch stroomafwaarts. Net buiten Eischen passeert de route een brug waar voorheen de spoorlijn spoorlijn Pétange - Ettelbruck overheen lag. Deze brug is in de jaren 2000 hersteld, nadat in 1969 de laatste trein er over heen reed. Hierna gaat de CR105 naar het oosten om in Hobscheid voor de eerste keer de Eisch over te steken. Ten noorden van Koerich steekt de CR105 wederom de Eisch over. De route blijft tot aan Ansembourg redelijk richting het oosten langs de Eisch slingeren. In Ansembourg komt de route vlak bij de Burcht Ansembourg en gaat het direct langs de Château d’Ansembourg. Deze twee kastelen behoren tot de Vallei van de Zeven Kastelen waar de gehele CR105 door heen gaat. Vanaf Ansembourg buigt de route geleidelijk meer richting het noorden om tussen Reckange en Mersch over de A7 E421 heen te gaan en in Mersch aan te sluiten op de CR102 waar de route op eindigt. Voordat de route in Reckange komt steekt het voor de derde keer de Eisch over.
De CR105 heeft dezelfde begin en eindbestemming als de N8. Echter gaat de N8 rechtstreekser met rechtere wegen naar Mersch toe dan de CR105. De CR105 ligt volledig in een omgeving van bossen en heuvels.

## Plaatsen langs de CR105
- Gaichel
- Eischen
- Hobscheid
- Septfontaines
- Simmerschmelz
- Roodt-sur-Eisch
- Bour
- Ansembourg
- Hollenfels
- Reckange
- Mersch

## CR105a
De CR105a is een aftakkingsweg in Roodt-sur-Eisch. De ongeveer 500 meter lange route takt in Roodt-sur-Eisch ten noorden van de rivier de Eisch af van de CR105 en gaat met een brug over deze rivier de plaats in. De route eindigt aan de zuidwestkant van Roodt-sur-Eisch.

## CR105b
De CR105b is een verbindingsweg bij Bour. De ongeveer 550 meter lange route verbindt de CR105 met de N12 ten oosten van Bour. De route is echter ongeschikt voor doorgaand verkeer.

## CR105c
De CR105c is een verbindingsweg in Reckange. De 1 kilometer lange route verbindt de CR105 met de N8 in de Reckange zelf.
CR101 ·
CR102 ·
CR103 ·
CR104 ·
CR105 ·
CR106 ·
CR107 ·
CR108 ·
CR109 ·
CR110 ·
CR111 ·
CR112 ·
CR113 ·
CR114 ·
CR115 ·
CR116 ·
CR117 ·
CR118 ·
CR119 ·
CR120 ·
CR121 ·
CR122 ·
CR123 ·
CR124 ·
CR125 ·
CR126 ·
CR127 ·
CR128 ·
CR129 ·
CR130 ·
CR131 ·
CR132 ·
CR133 ·
CR134 ·
CR135 ·
CR136 ·
CR137 ·
CR138 ·
CR139 ·
CR140 ·
CR141 ·
CR142 ·
CR143 ·
CR144 ·
CR145 ·
CR146 ·
CR147 ·
CR148 ·
CR149 ·
CR150 ·
CR151 ·
CR152 ·
CR153 ·
CR154 ·
CR155 ·
CR156 ·
CR157 ·
CR158 ·
CR159 ·
CR160 ·
CR161 ·
CR162 ·
CR163 ·
CR164 ·
CR165 ·
CR166 ·
CR167 ·
CR168 ·
CR169 ·
CR170 ·
CR171 ·
CR172 ·
CR173 ·
CR174 ·
CR175 ·
CR176 ·
CR177 ·
CR178 ·
CR179 ·
CR180 ·
CR181 ·
CR182 ·
CR183 ·
CR184 ·
CR185 ·
CR186 ·
CR187 ·
CR188 ·
CR189 ·
CR190
CR200 ·
CR201 ·
CR202 ·
CR203 ·
CR204 ·
CR205 ·
CR206 ·
CR207 ·
CR208 ·
CR210 ·
CR211 ·
CR212 ·
CR213 ·
CR215 ·
CR216 ·
CR217 ·
CR218 ·
CR219 ·
CR220 ·
CR221 ·
CR222 ·
CR223 ·
CR224 ·
CR225 ·
CR226 ·
CR227 ·
CR228 ·
CR229 ·
CR230 ·
CR231 ·
CR232 ·
CR233 ·
CR234
CR301 ·
CR302 ·
CR303 ·
CR304 ·
CR305 ·
CR306 ·
CR307 ·
CR308 ·
CR309 ·
CR310 ·
CR311 ·
CR312 ·
CR313 ·
CR314 ·
CR315 ·
CR316 ·
CR317 ·
CR318 ·
CR319 ·
CR320 ·
CR321 ·
CR322 ·
CR323 ·
CR324 ·
CR325 ·
CR326 ·
CR327 ·
CR328 ·
CR329 ·
CR330 ·
CR331 ·
CR332 ·
CR333 ·
CR334 ·
CR335 ·
CR336 ·
CR337 ·
CR338 ·
CR339 ·
CR340 ·
CR341 ·
CR342 ·
CR343 ·
CR344 ·
CR345 ·
CR346 ·
CR347 ·
CR348 ·
CR349 ·
CR350 ·
CR351 ·
CR352 ·
CR353 ·
CR354 ·
CR355 ·
CR356 ·
CR357 ·
CR358 ·
CR359 ·
CR360 ·
CR361 ·
CR362 ·
CR364 ·
CR365 ·
CR366 ·
CR367 ·
CR368 ·
CR369 ·
CR370 ·
CR371 ·
CR372 ·
CR373 ·
CR374 ·
CR375 ·
CR376 ·
CR377 ·
CR378 ·
CR379
Routes die cursief vermeld staan, zijn voormalige routes.